# Яновский, Феофил Гаврилович
Феофил Гаврилович Яновский (12 (24) июня 1860, с. Миньковцы, Ушицкий уезд, Подольская губерния — 8 июля 1928, Киев) — российский и украинский советский терапевт, учёный, педагог, основоположник клинической фтизиатрии, основатель украинской терапевтической школы, организатор санаторно-курортного лечения на Украине и службы скорой медицинской помощи в Киеве, общественный деятель.
Действительный член Академии наук УССР (1927).
Лечащий врач писательницы Леси Украинки, актрисы Марии Заньковецкой, популярного драматурга Ивана Карпенко-Карого.

## Биография
Родился в многодетной семье служащего управления Министерства государственных имуществ Российской империи. Всего в семье было шестеро детей. Отец, Гаврила Иванович, принадлежал к старинному дворянскому роду Гоголей-Яновских, восходящему к гетману Правобережной Украины Остапу Гоголю и был высокообразованным человеком, закончил Главный педагогический институт в Санкт-Петербурге.
В начале 1870 года семья Яновских переехала в Винницу на новое место службы отца, а Феофил был отправлен в Киев для обучения в 4-х классной Киево-Подольской прогимназии. По окончании 3-й Киевской гимназии поступил на медицинский факультет Киевского Императорского университета святого Владимира.
В 1884 году окончил медицинский факультет университета и был оставлен штатным врачом-ординатором госпитальной терапевтической клиники.
В 1886 году направлен медицинским факультетом университета за границу для ознакомления с новой тогда отраслью медицины — бактериологией — в институты Роберта Коха и Луи Пастера. Работал у Рудольфа Вирхова, Э. Лейдена, К. Я.  Герхардта в Берлине.
В дальнейшем, неоднократно выезжал за границу для стажировок и учёбы у ведущих клиницистов и бактериологов Европы.
После возвращения в Киев, основал в Александровской больнице вторую на Украине бактериологическую лабораторию (после Одесской бактериологической станции (1886)).
В 1889 году — защитил диссертацию на соискание степени доктора медицины «К биологии тифозных бацилл».
В декабре 1898 года назначен заведующим терапевтическим женским и инфекционным отделениями Александровской больницы.
В 1890 году был направлен в Берлин для изучения лечебного действия туберкулина.
В 1896—1904 гг. работал в Институте экспериментальной медицины в Санкт-Петербурге.
С 1904 года — профессор кафедры госпитальной терапии медицинского факультета Новороссийского университета в Одессе.
В 1905—1914 гг. — профессор кафедры врачебной диагностики медицинского факультета Киевского Императорского университета святого Владимира.
С 1914 года — профессор кафедры госпитальной терапии медицинского факультета в этом же университете.
Умер от пневмонии в Киеве 8 июля 1928 года. Похоронен на Лукьяновском кладбище.

## Научная деятельность
Одна из главных заслуг — внедрение микробиологических методов исследования в клинику внутренних болезней.
Ф. Г. Яновский — один из основателей фтизиатрии, как отдельной отрасли клинической медицины. Он был редактором первого руководства по туберкулёзу (1923). При его активном участии были организованы санатории для туберкулёзных и лёгочных больных, а также Киевский институт туберкулёза (ныне Национальный институт фтизиатрии и пульмонологии имени Ф. Г. Яновского).
Написал более 60 работ, посвящённых пульмонологии, гастроэнтерологии и нефрологии. В 1927 году написал монографию «Диагностика заболеваний почек в связи с их патологией».
Описал признак Яновского:
- усиление бронхофонии, как ранний признак пневмонии;
- шум трения брюшины над жёлчным пузырём — признак перихолецистита или угрожающей перфорации жёлчного пузыря.

Предложил способ перкуссии Яновского, при котором постукивание указательным и средним пальцем производят непосредственно по поверхности тела, а не по пальцу другой руки или плессиметру.

### Терапевтическая школа
Ф. Г. Яновский основатель украинской терапевтической школы. Его учениками являлись В. Х. Василенко, Б. Е. Вотчал, А. Ф. Каковский, А. И. Балабушевич, А. М. Зюков, В. Н. Иванов, С. И. Новачек, Ф. Я. Примак, А. О. Рашба, Б. С. Шкляр, В. А. Эльберг, В. Н. Яновский и др.

### Основные работы
- К биологии тифозных бацилл (докторская диссертация, Киевский университет, 1889).
- О чахотке. — К., 1891.
- О способах функционального распознавания почечных болезней // «Русский врач». — 1913. — № 6.
- К современному положению диэтетики при нефритах // «Русский врач». — 1913. — № 34.
- Диагностика заболеваний почек в связи с их патологией. — К., 1927.
- Пути научного исследования в клинике. — Харьков, 1927.
- Туберкулёз лёгких. 3-е изд. — М.—Л., 1931.

## Общественная деятельность
В дореволюционные годы участвовал в организации санатория для больных туберкулёзом и Киевского общества для борьбы с чахоткой и бугорчаткой, издал популярную брошюру «О чахотке», избирался товарищем председателя и председателем V съездов российских терапевтов. После 1917 года принимал участие в борьбе с эпидемиями.
Будучи авторитетным учёным и терапевтом, на I Съезде терапевтов УССР (Харьков, 1926) он был избран пожизненным председателем всех будущих съездов терапевтов республики.
Являлся редактором первого издания Большой медицинской энциклопедии.

## Семья
Жена — Анна Викторовна Григорович-Барская (30.11.1866—1925). Дети: Виктор (1891—1942), Михаил, Ася. Внук — Георгий Викторович (28.11.1924—19.08.2006) — украинский кардиолог и терапевт, доктор медицинских наука, профессор.

## Адреса в Киеве
- Улица Мало-Подвальная, дом 16 (до 1900 года).
- Улица Андреевский спуск, дом 17 (с 1900 до 1903 год).
- Улица Ярославов Вал, дом 13Б (с 1903 до 1928 год).

## Память
- Именем Ф. Г. Яновского в 1928 году назван основанный им Киевский туберкулёзный институт (ныне Национальный институт фтизиатрии и пульмонологии имени Ф. Г. Яновского).
- Около Национального института фтизиатрии и пульмонологии Ф. Г. Яновскому установлен памятник.
- В Киеве на фасаде дома 13Б по улице Ярославов Вал, где Ф. Г. Яновский жил с 1903 по 1928 год, установлена мемориальная доска.
- В киевском «Музее одной улицы» на улице Андреевский спуск, дом 17, где Ф. Г. Яновский жил с 1900 до 1903 года, выставлены личные вещи врача, стетоскоп, документы и фотографии.
- В 1993 году Национальной академией наук Украины была учреждена премия имени Ф. Г. Яновского, которая присуждается Отделением биохимии, физиологии и молекулярной биологии НАН Украины за научные работы в области терапии, клинической бактериологии и иммунологии.
- На родине Ф. Г. Яновского в селе Миньковцы Дунаевецкого района Хмельницкой области ему установлен бюст.

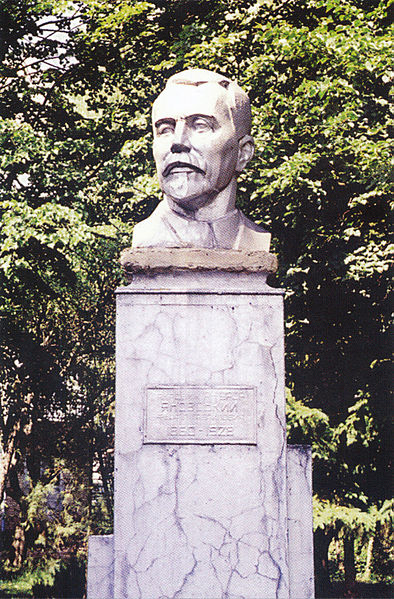
Бюст Ф. Г. Яновского на родине в с. Миньковцы
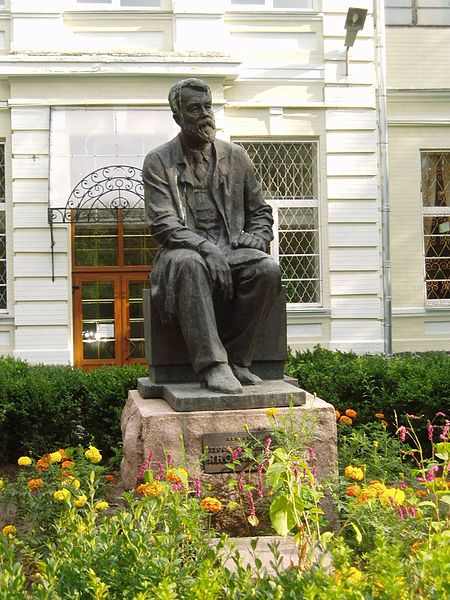
Памятник Ф. Г. Яновскому возле Национального института фтизиатрии и пульмонологии в Киеве
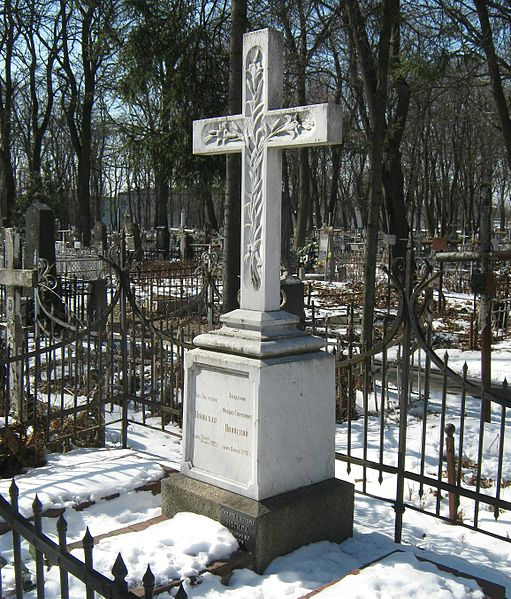
Могила Ф. Г. Яновского на Лукьяновском кладбище